# Shaar Hashomayim
La congrégation Shaar Hashomayim (hébreu: קְהִילַת שַׁעַר הַשָּׁמָיִם, anglais: Congregation Shaar Hashomayim) est une synagogue ashkénaze à Westmount, au Québec. Incorporée en 1846, la synagogue est la plus ancienne du rite ashkénaze du Canada et la plus grande synagogue traditionnelle du Canada,. La congrégation est toujours active.

## Histoire

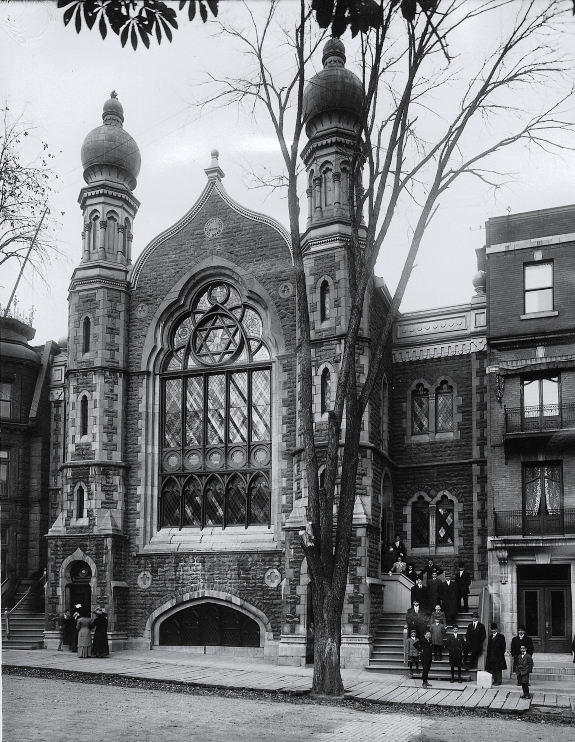
Ancien édifice de la synagogue sur l'avenue McGill College

La congrégation Shaar Hashomayim est fondée en 1846 par un groupe de juifs anglais, allemands et polonais, qui avaient auparavant fréquenté la synagogue espagnole et portugaise,. À ses débuts, la Congrégation loue un espace sur la rue Saint-Jacques). La première synagogue est construite sur la rue Saint-Constant (maintenant rue De Bullion) dans le Mile End en 1859. Une nouvelle synagogue est construite sur l'avenue McGill College en 1885 et est terminée l'an d'après au coût de 40 000 $.
En 1920, la Congrégation achète un terrain sur l'avenue Kensington à Westmount. La pierre angulaire est posée par le président Lyon Cohen en 1921, et la synagogue est consacrée le 17 septembre 1922. Herman Abramowitz sert la congrégation comme rabbin de 1902 à 1947 et Wilfred Shuchat (en) de 1948 à 1993.
En 2013, Shaar Hashomayim devient l'une des premières synagogues orthodoxes modernes de l'Amérique du Nord à embaucher une Maharat (en) (une autorité religieuse féminine, ayant reçu la semikha).

## Rites et traditions
Shaar Hashomayim est l'une des rares synagogues restantes au monde qui maintient, de manière hebdomadaire, les traditions des synagogues chorales d'Europe (ou Khorshul en yiddish). Les premiers règlements de la synagogue prescrivaient en fait que les prières soient lues selon les pratiques et les traditions de la Grande synagogue de Londres. La Congrégation crée un chœur entièrement masculin dès 1887. Un hazzan, accompagné de ce chœur, dirige les services chaque Shabbat ainsi que durant les fêtes juives.
Les membres du clergé de la Congrégation Shaar Hashomayim sont vêtus d'une tunique pour chaque service de Shabbat, pour les fêtes et durant les yamim noraïm. Le hazzan et le directeur du rituel portant les chapeaux traditionnels des chantres. Le clergé et les officiers portent des jaquettes. Le président, le gabbaï ainsi que les autres officiers de la congrégation qui sont assis sur la bimah portent un haut-de-forme. Durant les fêtes, la queue-de-pie remplace la jaquette. Les fidèles masculins portent généralement une tenue de ville et les femmes doivent se couvrir les épaules.

## Le chœur
Le chœur de la congrégation Shaar Hashomayim a chanté sur l'album You Want It Darker de Leonard Cohen, lauréat d'un prix Grammy et Juno. En 2017, le chœur a aussi interprété la chanson titre de l'album ainsi que le titre "Tower of Song" au concert Tower of Song: A Memorial Tribute to Leonard Cohen (en), un concert rendant hommage à Leonard Cohen à la suite de sa mort. Le chœur apparait également sur l'album posthume de Cohen Thanks for the Dance, sur le titre "Puppets".

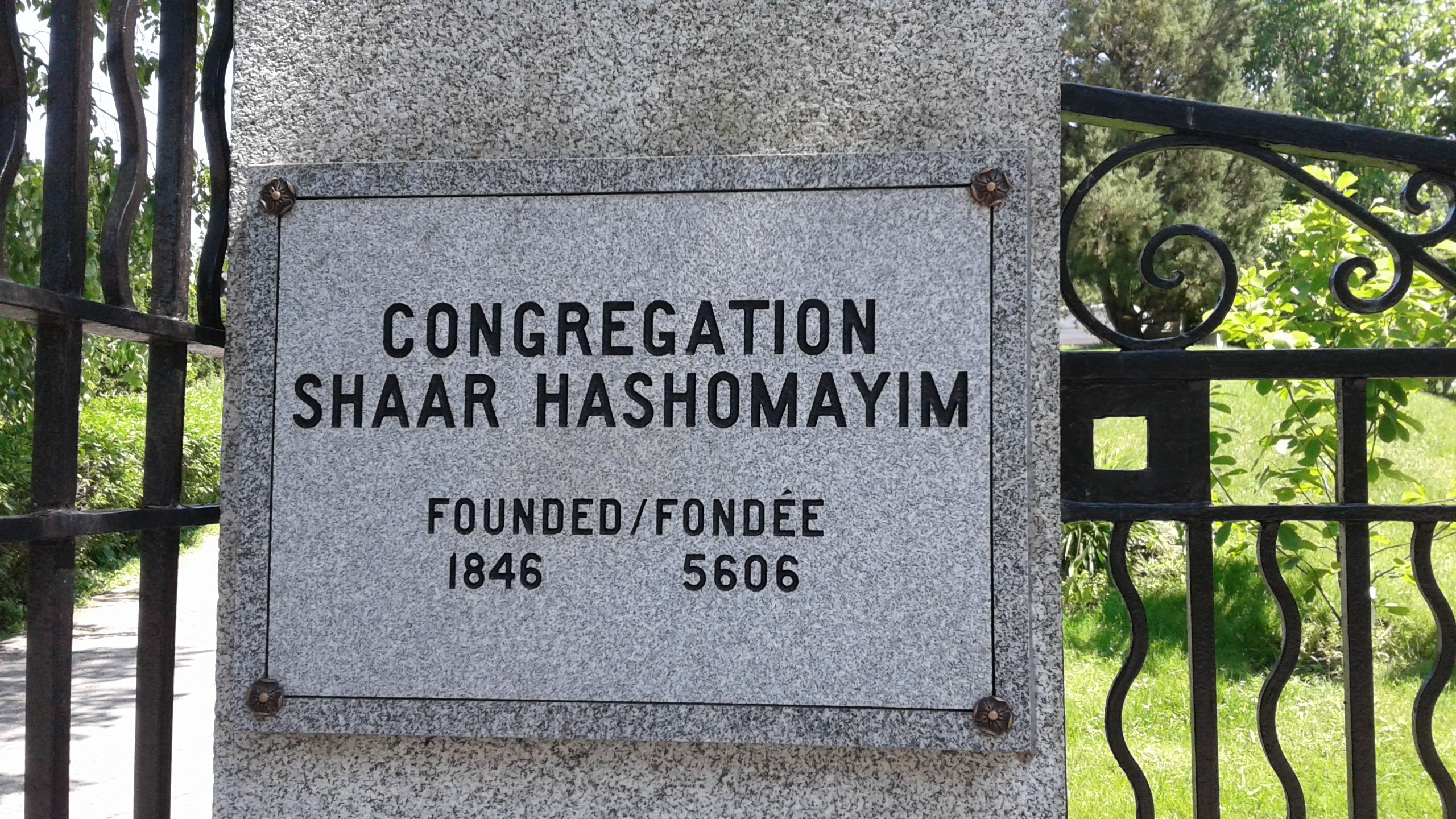
Plaque à l'entrée du cimetière de la congrégation Shaar Hashomayim sur chemin de la Forêt en Outremont.

## Membres notables
- Charles Bronfman, homme d'affaires
- Leonard Cohen[9], auteur-compositeur-interprète, poète
- Lyon Cohen (en)[10], homme d'affaires
- Sheila Finestone[11], membre du Parlement canadien ainsi que du Sénat du Canada
- Maxwell M. Kalman (en)[12], architecte
- Victoria Kaspi, astrophysicienne
- Leo Kolber[13], membre du Sénat du Canada
- Marvin Kwitko (en), ophtalmologue
- Sam Steinberg, homme d'affaires